# Samuel Le Bihan
Samuel Le Bihan, född 5 januari 1965 i Avranches, är en fransk skådespelare.

## Filmografi (urval)
- Den röda filmen
- En fransk kvinna
- Vargarnas pakt
- Total Action
- Vénus Beauté (Institut)
- Vansinnigt förälskad
- The Code
- Rage
- Capitaine Conan
- Kusinen
- The Bridge Of San Luis Rey
- The Last Sign

## Fotnoter
1. ↑  SNAC, SNAC Ark-ID: w6z32vsz, läs online, läst: 9 oktober 2017.[källa från Wikidata]
2. ↑  Gemeinsame Normdatei, läst: 17 december 2014.[källa från Wikidata]
3. ↑  läs online, www.coursflorent.fr .[källa från Wikidata]
4. ↑  NOR: PRER2112796D.[källa från Wikidata]